# Joseph and his Brethren

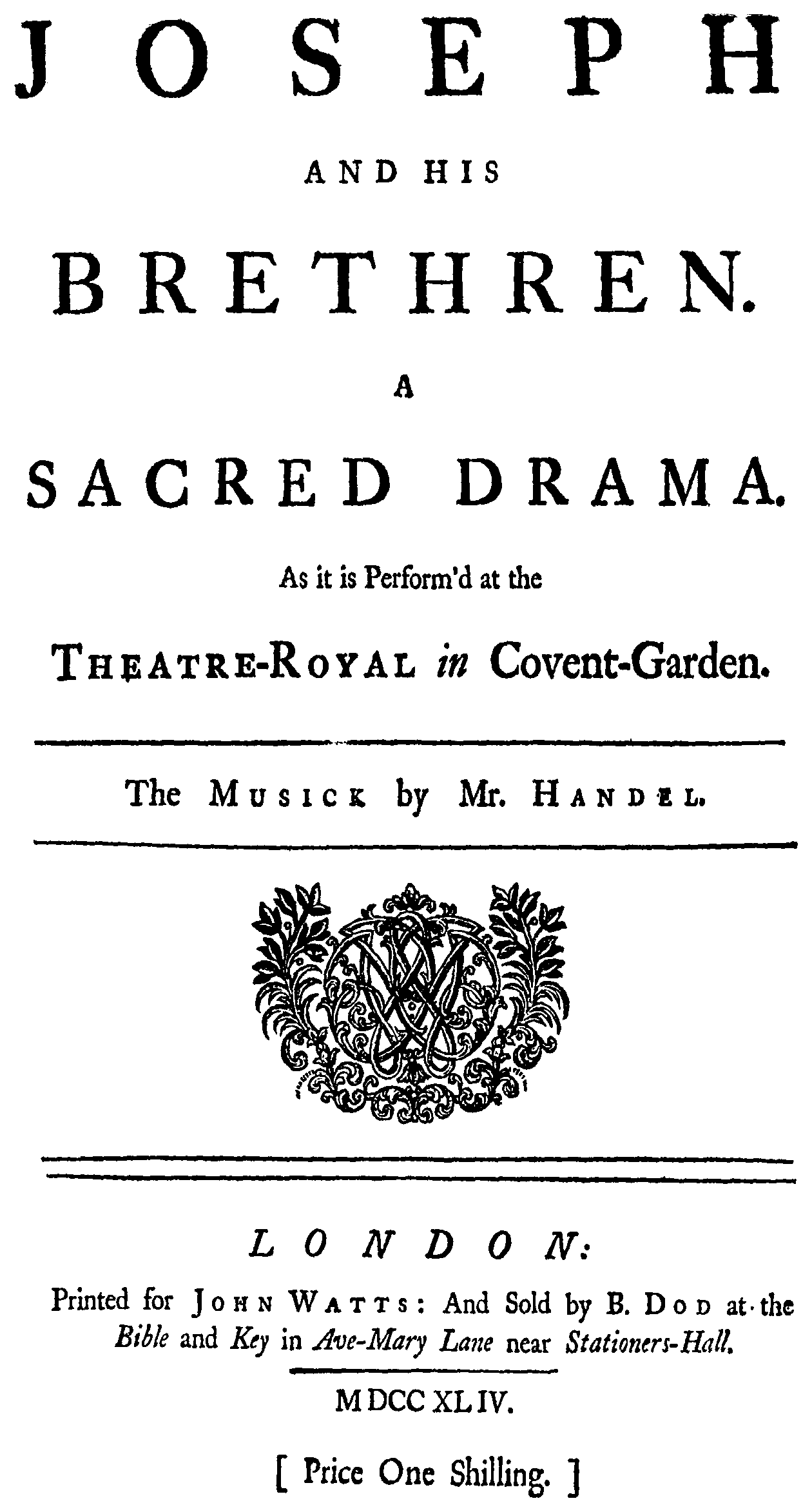
Page titre du libretto de la première à Londres en 1744.

Joseph and his Brethren (« Joseph et ses frères » - HWV 59) est un oratorio en trois actes de Georg Friedrich Haendel sur un livret en anglais de James Miller (en), basé sur le récit biblique de Joseph (fils de Jacob). 
L'oratorio a été composé pendant l'été 1743 et la première eut lieu, sous la direction du compositeur, le 2 mars 1744 au Théâtre royal de Covent Garden à Londres.